# صبغة أفيون
صبغة الأفيون Opium tincture أو اللودانيوم laudanum /ˈlɔːd[invalid input: 'ᵊ']nəm/ هي من مَجموعة الأَدوية الأفيونيَّة الفِعل Opiate Agonists التي تَعمَل على مكافحة الإسهال وتَخفيف الآلام الشَّديدة.
وهذا الدواء عبارة عن مشتق أفيوني، مسكن ألم، ومضاد إسهال.الجرعةُ المألوفَة عندَ البالِغ هي 0.6 مل عن طَريق الفَم أربع مرَّات باليوم.

## التاريخ
باراسيلسوس، في القرن السادس عشر من سويسرا الالمانية وهو كيميائي، اكتشف أن قلويدات الأفيون هي أكثر قابلية للذوبان في الكحول بكثير من الماء. بعد أن جربت مع مختلف المخترعات الأفيونية، جاء باراسيلسوس عبر صبغة معينة من الأفيون الذي كان له فائدة كبيرة في الحد من الألم. وسماه هذا المصنع صبغة الأفيون، والمستمدة من اللاتينية من الفعل  laudare،  لالثناء. في البداية، فإن مصطلح «صبغة الأفيون» المشار إليها أي مزيج من الافيون والكحول. في الواقع، كان عبارة عن صبغة أفيون باراسيلسوس 'وهي مختلفة تماما من صبغة الأفيون القياسية للقرن 17 وما بعده. صاحب تحضيرات تحتوي على الافيون، مسحوق مع لؤلؤ معين، مسك معين، كهرمان معين، وغيرها من المواد.

## الاستعمال
علاج الإسهال، تسكين الألم.

## مضادات الاستطباب
- فرط الحساسية لسلفات المورفين.
- ارتفاع التوتر داخل القحف، التثبيط التنفسي الشديد، اضطراب الوظيفة الكلوية أو الكبدية الشديد.

## الآلية
يحوي العديد من القلويدات الأفيونية بما فيها المورفين الذي يؤدي لتثبيط الحركات التمعجية المعوية ونقص معد الإفراز الهضمي. تُبطِئ صَبغةُ الأَفيون الحركةَ في القناة الهضميَّة، فتقلِّل من التقلُّصات العضلات المعويَّة، وتسمح بإعادة امتصاص كمِّية أكبر من الماء، ممَّا يُساعِد على الحدِّ من الإِسهال.
تتَّحد صَبغةُ الأَفيون مع مستقبلاتٍ في الدِّماغ لتخفيف الآلام، فتُقَلِّل الإحساسَ بالألم وردَّ فِعل الإنسان تجاهه.
إنَّ كمِّيةَ البابافيرين والكُوديين الموجودَة في قلويدات الأفيون بكمِّيةٍ صَغيرة جداً لها تأثيرٌ واضِح في الجهازِ العصبِي المركزي لتَخفيف شدَّة الآلام (التَّسكين).

## الآثار الجانبية
- تحدث بنسبة تزيد عن 10%:
1. قلبية وعائية: خفقان، انخفاض التوتر الشرياني، بطء القلب.
2. عصبية مركزية: نعاس، دوام.
3. عصبية عضلية: ضعف.

- تحدث بنسبة 1-10%:
1. عصبية مركزية: تململ، صداع، تعب.
2. بولية تناسلية: نقص معدل التبول.
3. متنوعة: تحرر الهيستامين.

- تحدث بنسبة أقل من 1%:
1. قلبية وعائية: توسع وعائي محيطي.
2. عصبية مركزية: تثبيط عصبي مركزي، ارتفاع التوتر داخل القحف، أرق، اكتئاب.
3. هضمية: غثيان، إقياء، إمساك، قمه، معص معدي، تنج السبيل الصفراوي.
4. بولية تناسلية: تشنج السبيل البولي.
5. عينية: تقبض حدقي.
6. تنفسية: تثبيط تنفسي.
7. متنوعة: اعتماد نفسي وجسمي.

## فرط الجرعة والتسمم
يجب الانتباه إلى كفاية التبادل التنفسي، يعالج التثبيط التنفسي بمحضر نالوكسون.

## التداخلات الدوائية
1. قد تعاكس الفينوتيازينات تأثيره المسكن.
2. قد تتفاقم شدة تأثيره عند إشراكه مع مثبطات الجملة العصبية المركزية أو مع مثبطات MAO أو مع مضادات الاكتئاب اللثلاثية الحلقة أو مع دكسترو أمفيتامين

## الحرائك الدوائية
- مدة التأثير: 4-5 ساعات.
- الامتصاص: متبدل يلي تناوله عبر الفم.
- الاستقلاب: في الكبد.
- الاطراح: مع البول.

## الجرعة
1. الأطفال (فموي):

- الاسهال: 0.005-0.01مل/كغ كل 3-4 ساعات، الجرعة القصوى 6مرات يومياً.
- الألم: 0.01-0.02مل/كغ كل 3-4 ساعات.

1. البالغين (فموي):

- الاسهال: 0.3-1مل/كغ كل 2-6 ساعات، الجرعة القصوى 6مل/24 ساعة.
- الألم: 0.6-1.5مل/كغ كل 3-4 ساعات.

## الحمل
ينتمي لأدوية المجموعة B، ولكنه ينتقل لأدوية المجموعة D إذا استخدم لفترة طويلة أو بجرعات كبيرة عند تمام الحمل.

## تحذيرات
1. تحوي بعض مستحضراته التجارية مادة السولفيت المؤرجة.
2. يعد الأطفال الذين تقل أعمارهم عن 3 أشهر أكثر أهبة للإصابة بالتثبيط التنفسي الناجم عن هذا المستحضر، ولذلك يجب استخدامه بحذر وبجرعات منخفضة.
3. قد يسبب اعتياد عند تناوله لفترات طويلة أو بجرعات كبيرة.
4. قد يسبب النعاس.

## المراقبة
يجب مراقبة المريض خشية أن يصاب بالتثبيط التنفسي أو التهدئة الشديدة.

## التداخلات المخبرية
يسبب تناوله ارتفاع تراكيز الخمائر الناقلة للأمين (SGPT-SGOT).

## المستحضرات الصيدلانية
- سائل: 10% (0.6 مل يكافئ 6ملغ مورفين).[4]

## وصلات خارجية
- Merck Prescribing Information for Laudanum/Opium Tincture. Includes detailed dosage information.